# Anidride fosforica
L'anidride fosforica è l'ossido del fosforo pentavalente e al suo massimo numero di ossidazione (+ 5), avente  formula molecolare P4O10. È una molecola a gabbia triciclica analoga a quella dell'anidride fosforosa P4O6 e, rispetto a questa, ogni atomo di fosforo si lega con un ulteriore atomo di ossigeno terminale con legame doppio. Si ottiene bruciando il fosforo con un eccesso di aria (e quindi di ossigeno), in totale assenza di umidità:
{\displaystyle {\ce {4 P + 5 O2 -> P4O10}}}
Sebbene il termine chimicamente più corretto per denominare la molecola dell'anidride fosforica (P4O10) sia decaossido di tetrafosforo, viene molto più spesso utilizzato il nome pentossido di difosforo che si rifà, invece, alla formula minima P2O5 di questa anidride.
A temperatura ambiente si presenta come un solido bianco fortemente igroscopico, è piuttosto volatile e sublima a 360 °C. L'anidride fosforica è un composto corrosivo che reagisce violentemente a contatto con l'acqua generando acido ortofosforico:
{\displaystyle {\ce {P4O10 + 6 H2O -> 4H3PO4}}}
Con minor quantità di acqua si può ottenere l'acido pirofosforico, con due ossidrili per atomo di fosforo:
{\displaystyle {\ce {P4 O10 + 4 H2 O -> 2 H4 P2 O7}}}
Con ancor meno acqua si ottengono acidi tri- e polifosforici, specialmente il ciclo-trimetafosforico, con un solo ossidrile per atomo di fosforo:
{\displaystyle {\ce {3P4O10\,+6H2O\to 4ciclo\,-(HPO3)3}}}

## Applicazioni
Proprio in virtù di questa forte tendenza a reagire con molecole d'acqua, in maniera del tutto irreversibile, l'anidride fosforica è utilizzata come energico disidratante. In presenza di poca acqua, infatti, la reazione di idratazione dell'anidride fosforica porta alla formazione di acido metafosforico:
{\displaystyle {\ce {P4O10 + 2 H2O -> 4 HPO3}}}
oppure alla formazione di acido pirofosforico
{\displaystyle {\ce {P4O10 + 4 H2O -> 2 H4P2O7}}}

## Altri ossidi del fosforo
Oltre all'anidride fosforosa P4O6 (composto nel quale il fosforo ha numero d'ossidazione + 3) e all'anidride fosforica (con fosforo allo stato d'ossidazione + 5), esistono ossidi del fosforo a stati d'ossidazione intermedi: